# Cyperus fuligineus
Cyperus fuligineus är en halvgräsart som beskrevs av Alvin Wentworth Chapman. Cyperus fuligineus ingår i släktet papyrusar, och familjen halvgräs. Inga underarter finns listade i Catalogue of Life.